# والریا ماکسیمیلا
والریا ماکسیمیلا (به لاتین: Valeria Maximilla) امپراتریس روم در دوران کوتاه‌مدت فرمانروایی همسرش ماکسنتیوس از ۳۰۶ تا ۳۱۲ بود.

## زندگینامه
والریا ماکسیمیلا دختر گالریوس از همسر نخستش بود. در ۲۹۳ دیوکلتیان که امپراتوری بخش خاوری روم را برعهده داشت دست به تشکیل حکومتی چهار نفره متشکل از دو امپراتور و دو سزار زد و در ۱ مارس ۲۹۳، گالریوس را به عنوان سزار خود انتخاب کرد. ماکسیمیان، دیگر امپراتور حکومت چهارنفره در بخش غربی روم بود. پیرامون همان سال والریا با ماکسنتیوس، پسر ماکسیمیان و اتروپیا ازدواج کرد. دلیل این ازدواج پیوند دادن دو خانوادهٔ سزار یا به‌عبارت دیگر امپراتور کوچک بخش شرقی با خانوادهٔ امپراتور ارشد بخش غربی بود. آن‌ها صاحب دو فرزند پسر شدند که تنها نام فرزند نخست آنها، والریوس رومولوس که در حدود سال ۲۹۴ زاده شد مشخص است.
دیوکلتیان در اواخر ۳۰۴ به بیماری سختی مبتلا شد و در نتیجه، او و ماکسیمیان در ۳۰۵ از امپراتوری کناره‌گیری کرده و سزارهایشان گالریوس در شرق و کنستانتیوس کلوروس در غرب به امپراتوری رسیدند و ماکسیمینوس دایا و فلاویوس والریوس سوروس سزارهای آنان شدند. ماکسنتیوس که از این توزیع قدرت ناخشنود بود پس از مرگ کنستانتیوس کلوروس در ۳۰۶ و رسیدن پسرش کنستانتین بزرگ به مقام سزاری سوروس که اینک عنوان امپراتور را داشت، در رم دست به شورش زد و در اکتبر همان سال خود را امپراتور نامید. والریا نیز که به‌واسطهٔ دختر امپراتور بودن عنوان nobilissima femina را دریافت داشته بود در این زمان به مقام آگوستایی رسید.
اما این دوران چندان دوام نیاورد و پس از آنکه کنستانتین در ۳۱۰ به مقام امپراتوری رسید، او که ماکسنتیوس را مانعی دربرابر خود می‌دید وارد جنگ با او شد. والریا ماکسیمیلا تا پیش از شروع نبرد پل میلویا که به شکست و مرگ ماکسنتیوس در ۳۱۲ انجامید همراه همسرش بود، اما پس از آن دیگر اشاره‌ای به او در نوشته‌های تاریخی نشده و سرنوشتش نامعلوم است. همچنین احتمال داده می‌شود که پرتره‌های او نیز همراه با تصاویر ماکسنتیوس پس از این شکست نابود شده باشد.